# 15906 Yoshikaneda
15906 Yoshikaneda è un asteroide della fascia principale. Scoperto nel 1997, presenta un'orbita caratterizzata da un semiasse maggiore pari a 2,2451709 UA e da un'eccentricità di 0,1215665, inclinata di 1,87541° rispetto all'eclittica.